# Real Fábrica de Sargadelos

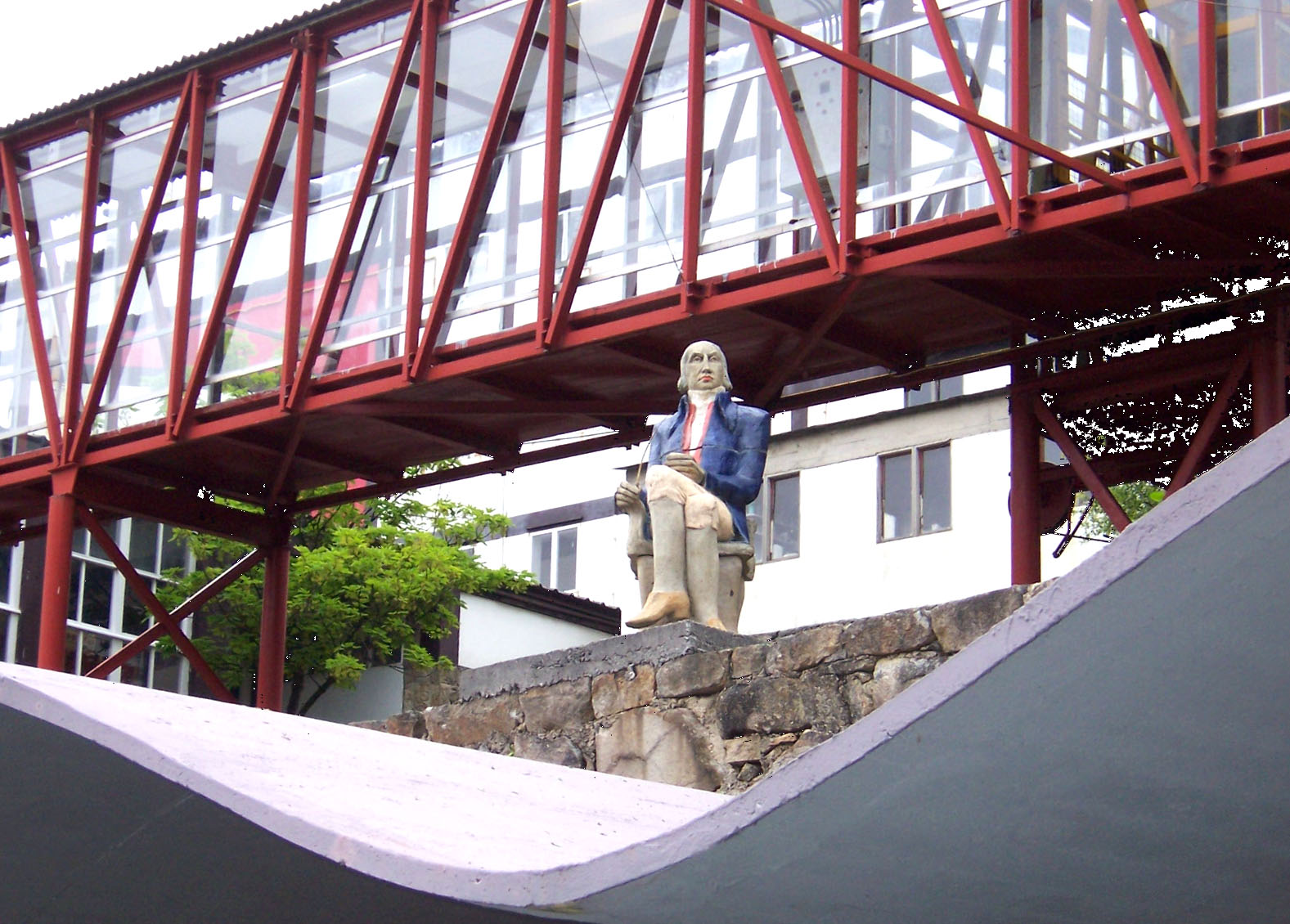
Estatua moderna de Antonio Raimundo Ibáñez, creador de la fábrica de cerámica de Sargadelos, delante del tinglado de la fábrica.

La cerámica de Sargadelos es una famosa cerámica elaborada en Sargadelos (en el municipio lucense de Cervo, Galicia, España). La primera fábrica (Real Fábrica de Sargadelos) fue creada a principios del siglo XIX, 1806, por Antonio Raimundo Ibáñez y tras varias generaciones acabó cerrando en 1875.  
A partir de mediados del siglo XX una nueva iniciativa cerámica en Sargadelos, basada en coloraciones en tonos azulados, forma parte de un grupo de empresas del sector, el grupo Sargadelos —al que pertenece igualmente la cerámica de Castro-Sada— gracias al impulso del ceramista Isaac Díaz Pardo

## Resumen histórico

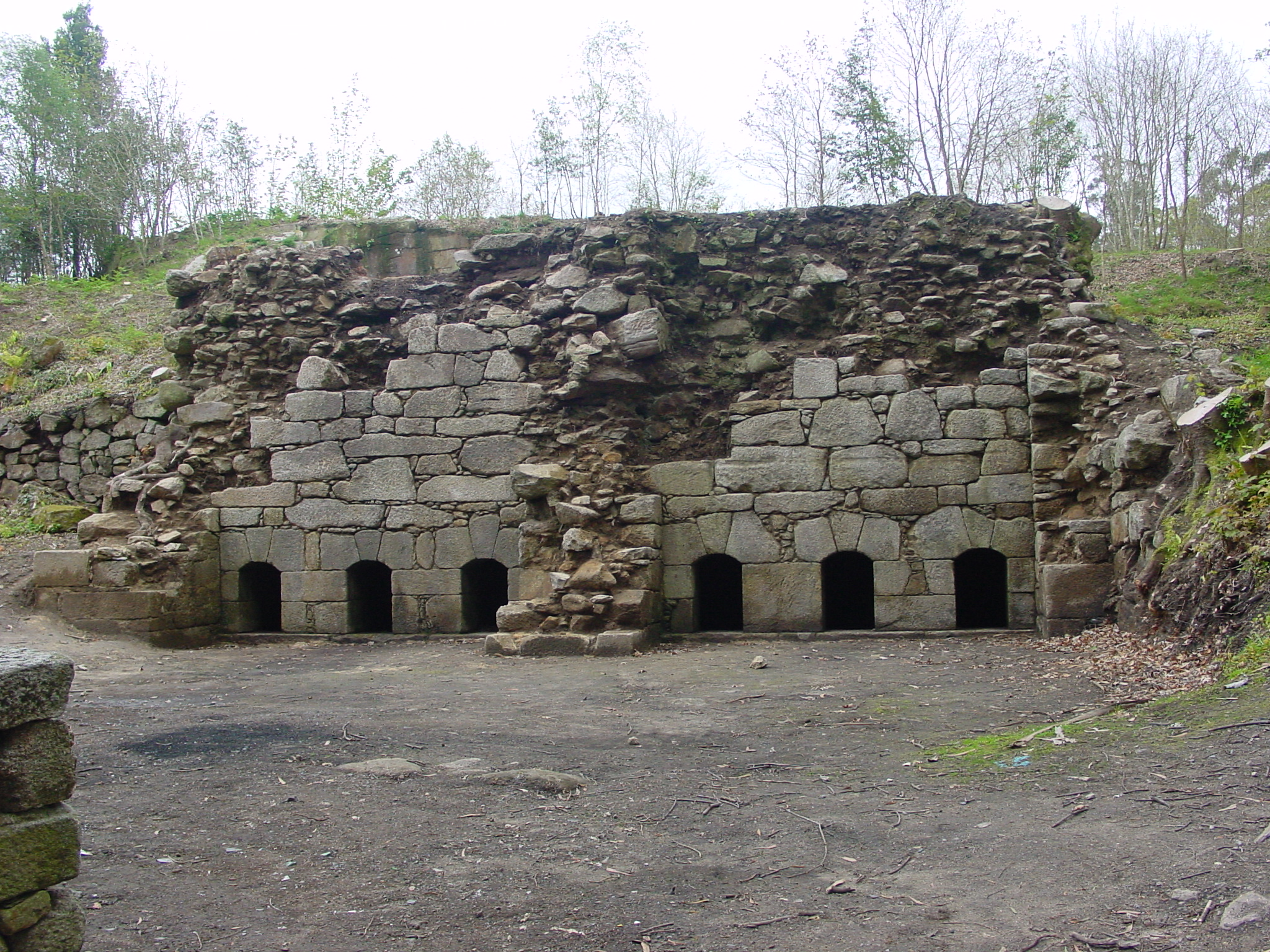
Antiguos hornos de la fundición.

Antonio Raimundo Ibáñez, notable enciclopedista de familia hidalga de escasos recursos, dedicado desde muy joven a negocios de importación y exportación, introdujo innovaciones tecnológicas para sus fábricas. Asentado en Ribadeo, inició una industria siderúrgica, y en el año 1806 creó conjuntamente una manufactura de cerámica que estuvo en 808, tras el éxito de la inauguración de la fábrica de cerámica, Carlos IV le condecoró con la cruz de la Orden de Carlos III, otorgándole los títulos de marqués de Sargadelos y conde de Orbaiceta.
Como consecuencia de la guerra de la Independencia y sus sucesos revolucionarios, Antonio Raimundo Ibáñez fue asesinado el año 1808, sucediéndole en el cargo de la fábrica su cuñado Francisco Acevedo, quien contrató para la dirección de la misma al portugués Antonio Correa de Saa.
A partir de esta nueva dirección la fábrica produjo un tipo de cerámica decorada con filetes en rojo y azul y escudos en oro. Correa decidió en 1829 montar su propia fábrica, por lo que la dirección de Sargadelos recayó en esa fecha en Hilario Marcos. Las vajillas de ese tiempo eran realizadas en blanco, sin ser posible la competencia con las piezas inglesas, deseo de su fundador. Al pasar la propiedad de la fábrica a José Ibáñez por la muerte de su padre en 1832, se formó una sociedad con el sevillano Antonio de Tapia con el fin de emprender de nuevo «la fabricación de loza fina», contratándose como director al inglés Richard, cargo que ejerció hasta 1842. Durante este tiempo murió prematuramente José Ibáñez y su viuda debió ponerse al frente, ya que su hijo era menor; debido a la débil situación económica de la empresa tuvo que arrendarla en 1845.
La fábrica de cerámica pasó por cuatro etapas, cada una con sus características, cerrándose definitivamente en 1875. En el último tercio del siglo XX resurgió la manufactura de cerámica en Sargadelos, ocupando edificios nuevos y respetando las ruinas antiguas como conjunto Histórico–Artístico, nombramiento que le fue dado en 1972

## Los comienzos
Ibáñez contó en primer lugar con la materia prima necesaria que se encontraba además muy cercana: arcillas, caolines, leña, cursos de agua. Tenía además muy próximo el puerto de San Ciprián para enviar desde allí los productos a lugares lejanos, imitando así la iniciativa inglesa.
La creación de la fábrica de cerámica en 1806 supuso un nuevo sistema de producir, introduciendo el proceso mecánico que vendría a sustituir la pieza hecha a mano, con lo que se intentaba además abaratar los precios. La pintura a mano fue sustituida igualmente por el moderno sistema de estampación, importado de Bristol (Inglaterra). Los objetos se hicieron en loza fina, un producto intermedio entre la loza y la porcelana, un material duro y ligero a la vez, de paredes delgadas con cocción entre 1.100 °C y 1.200 °C. Tras la cocción el color resulta blanco y es entonces cuando se le aplica un barniz de plomo. Este sistema se diferencia de la loza en que en lugar de añadir arena a la pasta se añade sílice, feldespato, caolín y calcio, obteniendo resultados diferentes según las cantidades añadidas. Sobre esta pasta se superpone el estampado cuya técnica habían perfeccionado en 1761 John Sadler y Guy Green, en la fábrica de Liverpool.

## Primera época 1806-1832
En 1806 Antonio Raimundo Ibáñez consiguió del Gobierno un privilegio exclusivo para la explotación de las minas de cuarzo descubiertas hasta la fecha y para las que estuvieran aún sin descubrir. De este modo tuvo asegurada la materia prima para la fábrica de loza, que había comenzado su andadura ese mismo año, paralela a la ya existente de fundición. El complejo fabril constaba de dos patios, varios hornos, oficinas, máquinas para romper las rocas y un molino para los barnices.

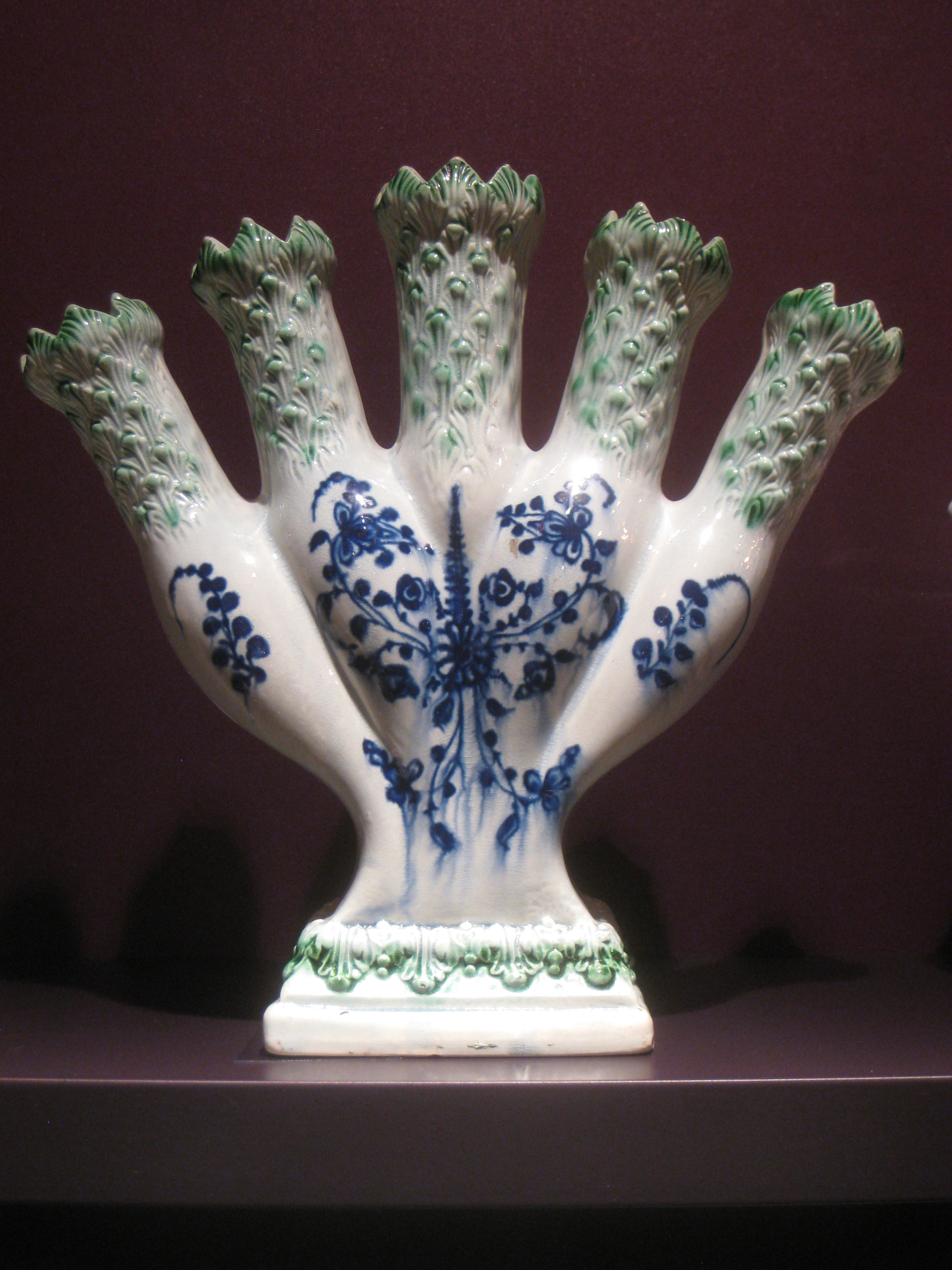
Florero de dedos. Cerámica de Leeds, alrededor de 1780. DAR Museum, National Society Daughters.

El primer director, Juan Antonio Pérez estuvo al frente de la fábrica un año. Después, en 1807, le sustituyó el portugués José Antonio Correa de Saa, con la experiencia de haber dirigido la fábrica de Vale da Piedade. Correa de Saa se mantuvo al frente hasta 1829; en este año pasó a ser el director Hilario Marco cuya gestión duró hasta 1832, cuando fue necesario cerrar la empresa.
En 1809 había muerto Antonio Raimundo Ibáñez y la dirección administrativa había pasado a su cuñado Francisco Azevedo (escrito con zeta). Fueron años difíciles y de apuros económicos, con un almacén de piezas sin vender, aunque hubo un cierto movimiento gracias a los encargos recibidos desde La Coruña, Ferrol, Rías Bajas, Vizcaya y Castilla. En esta época todavía no se estampaba la corona real en las marcas, aunque a la fábrica se la empieza a llamar Real Fábrica. Se cree que el título lo autorizó Fernando VII desde el exilio.
A Francisco Azevedo le sustituyó en 1832 el hijo del fundador José Ibáñez que se vio obligado a cerrar, dadas las circunstancias económicas desfavorables. 
Las piezas y su elaboración

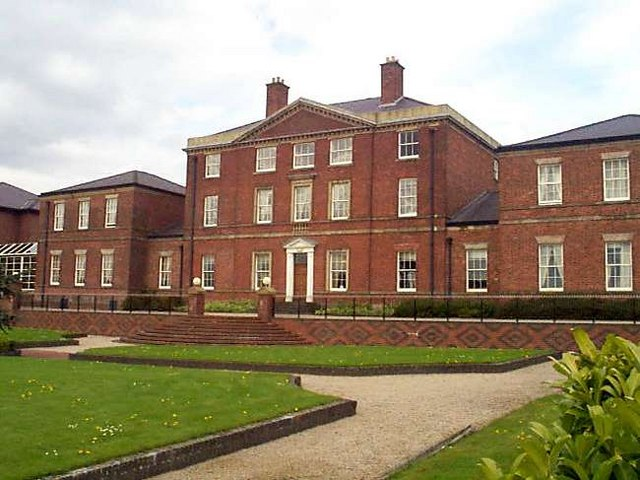
Etruria Hall, mansión de la familia Wedgwood.

El proceso de fabricación fue de loza común, algo más fina para las vajillas en blanco con un ligero tinte azulado y un cuarteado característico que es el resultado de la diferencia entre el punto de cocción de la pasta y el esmalte. Para la forma se utilizaron moldes de yeso. Una de las piezas más características fue el florero de dedos, siendo también muy apreciados los otros floreros de peces y árboles cuyos ejemplares supervivientes se encuentran en colecciones particulares de Galicia y en los museos de La Coruña, Lugo y Pontevedra. También se fabricó el jarrón de jardín con pedestal inspirado en la cerámica de la fábrica de Wedgwood así como las jarras de peregrino. Los botes de farmacia estaban decorados con relieves y tenían un pequeño estrechamiento en el centro.
También corresponde a esta época el relieve que representa la defensa del parque de Monleón en Madrid, que el propio Ibáñez dedicó a Fernando VII y que se conserva en el Museo Arqueológico Nacional y en el Museo de Pontevedra, más la serie del Apostolado, más los relieves que representan héroes de la Independencia y bustos de hombres célebres de la Antigüedad que adornan el pazo de Antonio Raimundo Ibáñez.

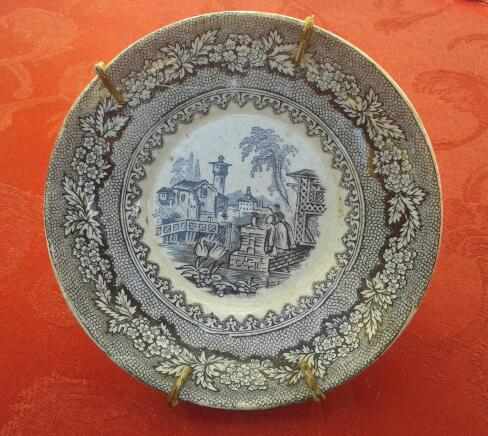
Porcelana de Sargadelos. Plato.

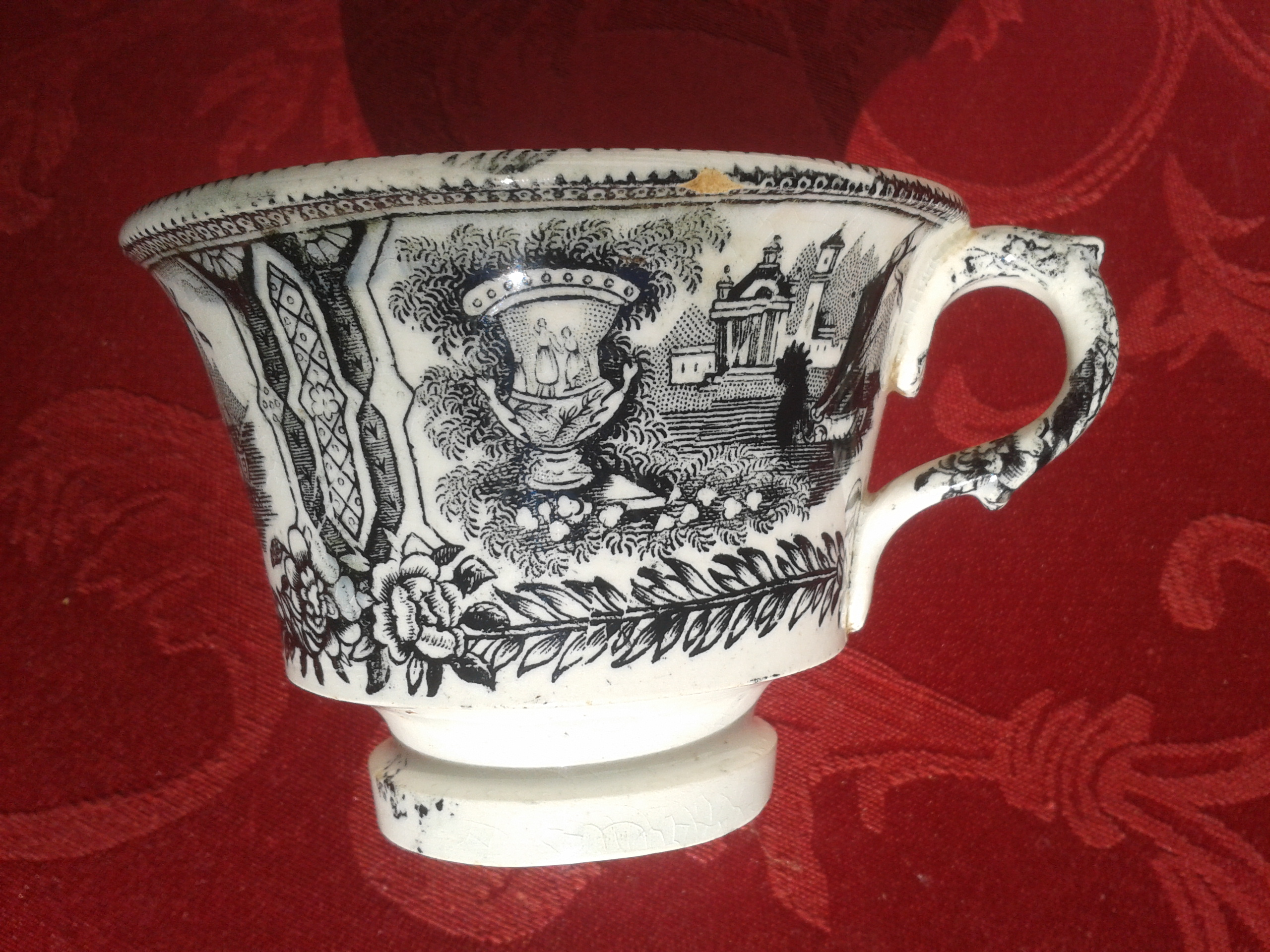
Porcelana de Sargadelos. Taza de Té.

## Segunda época 1835-1842
Tras los dos años de inactividad se reabrió la fábrica cuando José Ibáñez consiguió un socio capitalista en la persona del empresario sevillano Antonio de Tapia y Piñeiro. El director técnico fue el francés Richard que consiguió formar una plantilla de profesionales venidos de otros puntos de la península. Cuando José Ibáñez murió en 1836 quedó al frente del negocio su viuda Anita Varela. Fue época de ampliaciones con nuevos hornos y molinos; incluso se construyó una nave para estampados. 
Las piezas y su elaboración
Las piezas novedosas que se fabricaron se inspiraron en el Libro de Formas editado por la fábrica Hartley Greens and Company de Leeds. Las vajillas y muchas otras piezas como relojes y candelabros siguieron saliendo en blanco, así como las placas de información con motivos mitológicos o religiosos. Hacia 1838 empezó un cambio en la producción en blanco; se hicieron las primeras estampaciones con temas populares gallegos y empezaron a salir algunas vajillas con estampación de flores alemanas. Estos primeros momentos de coloreado tuvieron mucho éxito en los bibelots, siendo muy famosa y apreciada la jarra de cerveza Mambrú, inspirada en los tobies ingleses.

## Tercera época. Época de esplendor 1845-1862

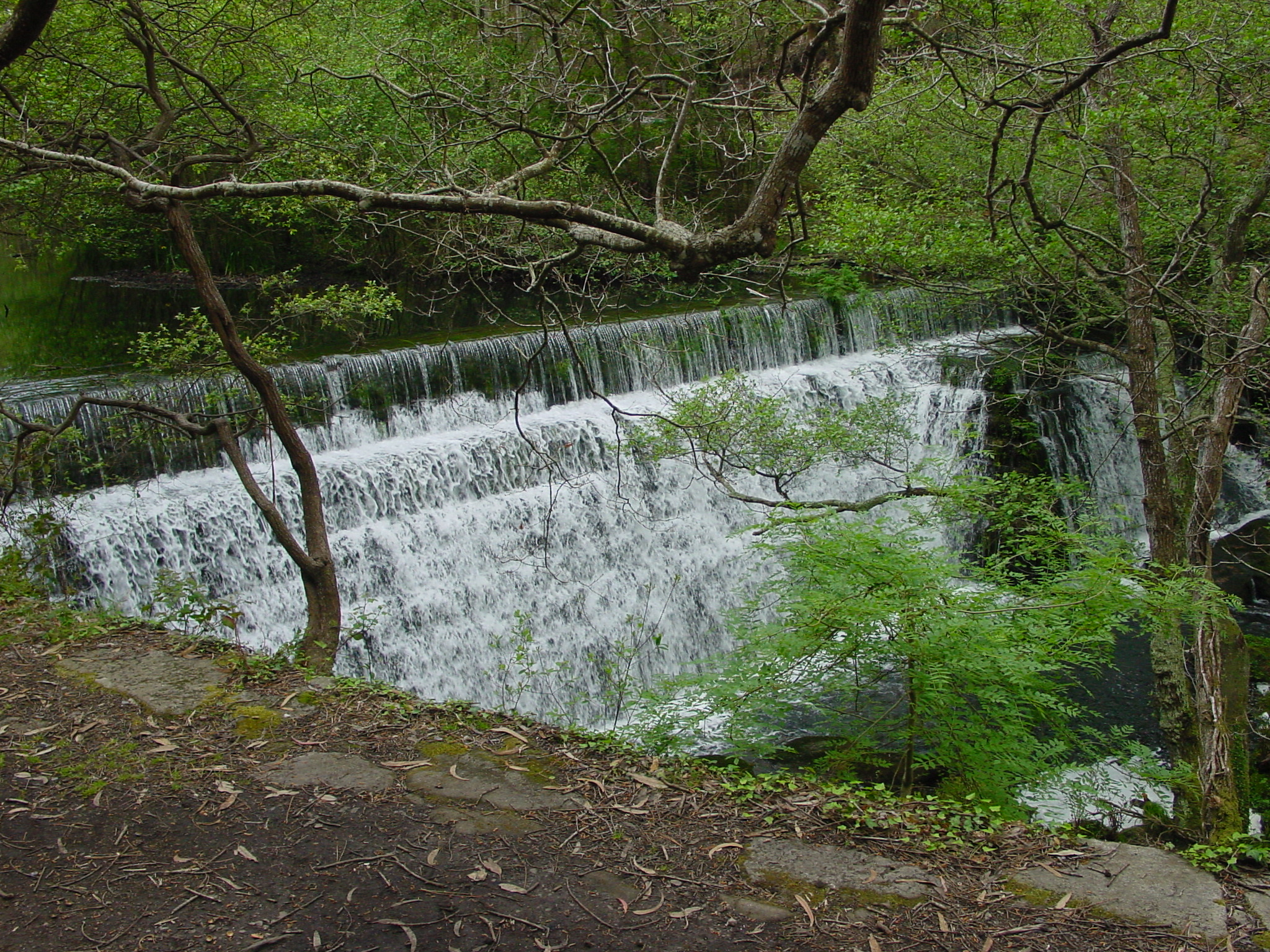
Presa en el paseo de los Enamorados

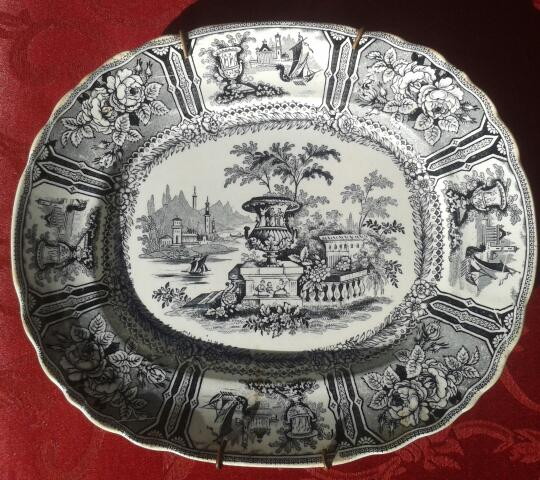
Fuente de Sargadelos. Serie Góndola

Una vez más la situación económica obligó a cerrar la fábrica en 1842. A partir de 1845 bajo la gestión del nuevo arrendatario Luis de la Riba de Santiago de Compostela, la empresa tomó un nuevo rumbo y llegó a contratar a numerosas familias que permitieron crear grandes cantidades de piezas de buena calidad tanto estética como de técnica y se llegó a fabricar algunas vajillas reales para Isabel II —parte de las cuales se exhiben en el Museo de Pontevedra—, este período tuvo como director a Edwing Forestier y un grupo de ceramistas ingleses llegados en 1847 desde Staffordshire. Las vajillas eran de loza fina pero de gran dureza llamadas de «pedernal» de estilo isabelino. En esta época la fábrica daba trabajo a mil familias; poseía trescientos pares de bueyes y veintidós buques de cabotaje, fue el momento de máximo esplendor de que gozó la fabricación de esta cerámica.
En estos años se trazaron los paseos llamados paseo de la Presa y paseo de los Enamorados. Con la elevación de la presa se consiguió una mayor caída de agua. El uno de abril de 1848 se inauguró la carretera que unió las fábricas con el cercano puerto de San Ciprián.
Las piezas y su elaboración

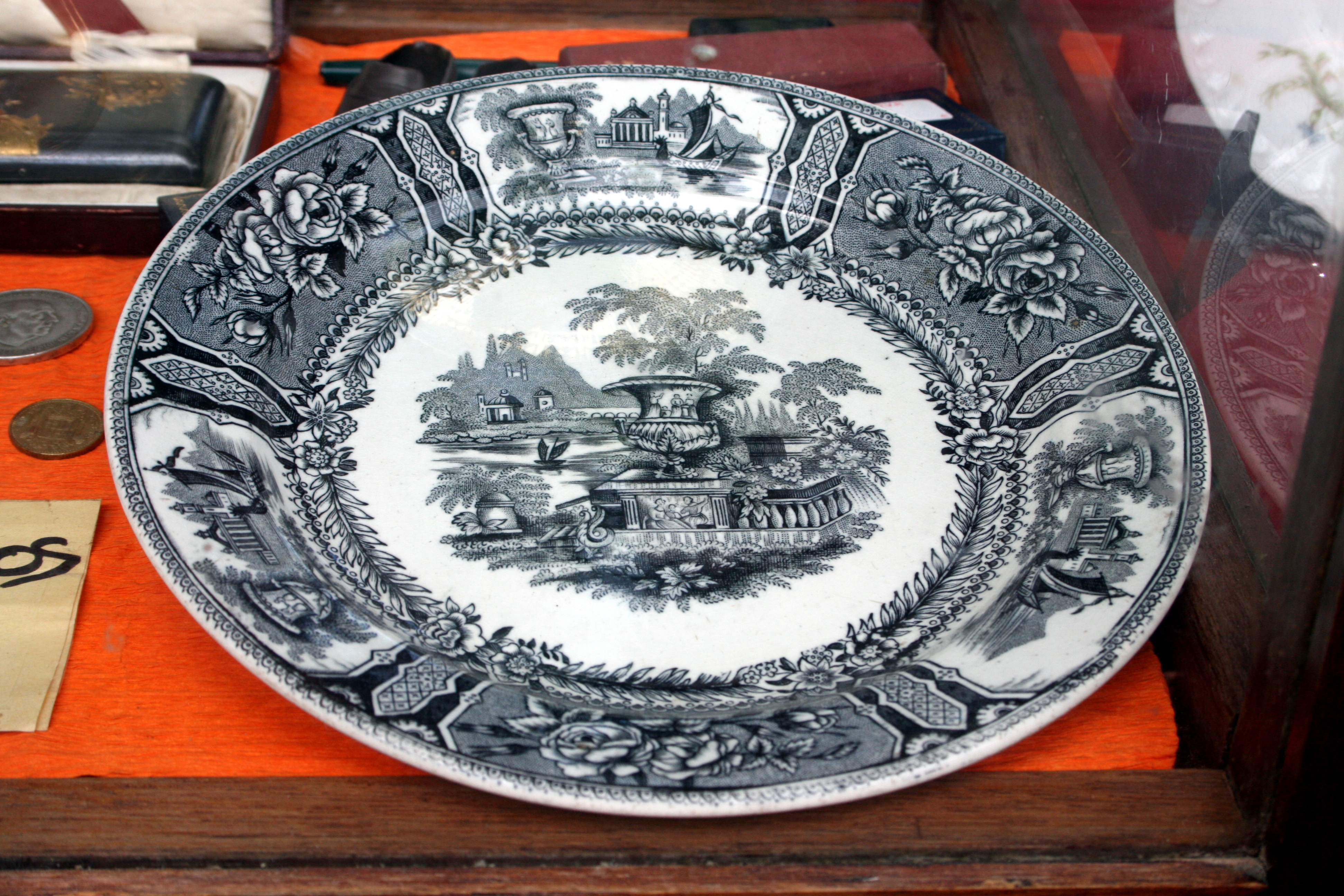
Plato de Sargadelos del tipo góndola del en negro.

Las vajillas y jarros presentaban una decoración estampada en gran parte de forma industrial, la técnica empleada era grabar una plancha de cobre o estaño con el dibujo a copiar —las primeras planchas fueron importadas de Inglaterra—, posteriormente se entintaba con color mezclado con grasa. Esta plancha se imprimía en un papel fino que se pegaba a la superficie de la pieza bizcochada. Esta pieza absorbía la tinta y el dibujo o decoración quedaba impreso, se eliminaba el papel con agua y se cubría con un barniz plumbífero y se pasaba a una segunda cocción. 

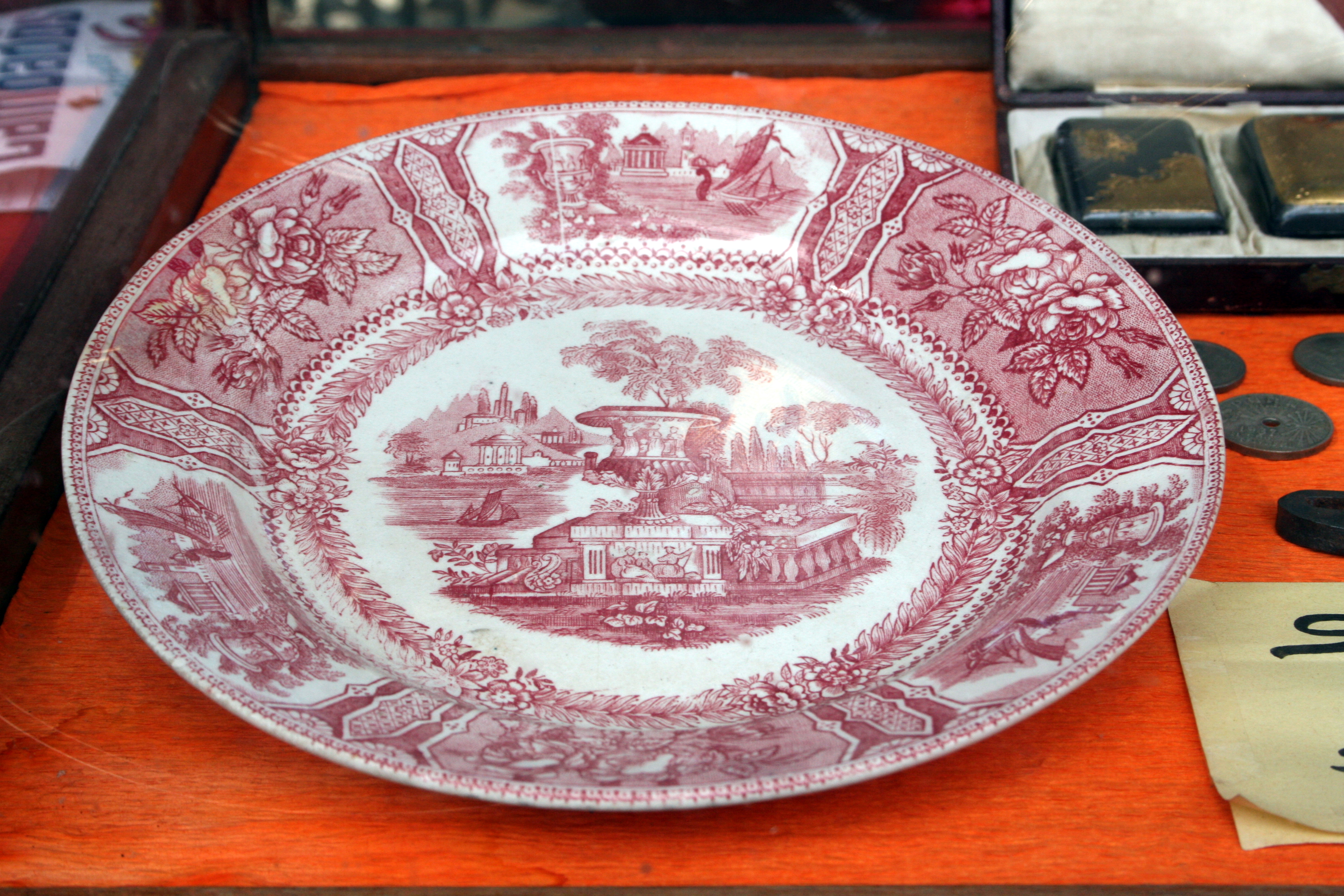
Plato de Sargadelos de estampación tipo góndola del, en rosado.

La transparencia de este barniz permitía ver con la máxima claridad el dibujo impreso además de darle un brillo especial. La decoración más frecuente en esta época en Sagardelos fue la llamada de «góndola», que consiste en un dibujo paisajístico, en el que el primer término está formado por una balaustrada con un gran jarrón, tras el que se ve un río con una góndola; el fondo está compuesto por unas colinas con arquitecturas y árboles; otras decoraciones presentaban cisnes, pavos reales, o temas chinescos. Los colores empleados fueron, el negro, el violeta, el rojo, el verde y el azul cobalto claro. Otro tipo o serie fueron las decoraciones de «lozas iluminadas» que consistía, que una vez realizada la estampación se policromaban las piezas a pincel. Los temas más numerosos en este caso, fueron los florales en rojo, verde, amarillo y azul. En las jarras y piezas altas se hacía la decoración en la parte abombada y si el cacharro tenía tapa, ésta iba también decorada.
Hubo otra innovación de mucho éxito que fue la serie llamada china opaca, a imitación de la inglesa flown blue. Consistía en manipular la plancha del estampado para que el dibujo quedase ligeramente corrido o desenfocado, dando así un aspecto enigmático. El tema era siempre chinesco.
Las piezas de tipo popular que tanto éxito habían tenido en la etapa anterior no se perdieron y siguió la fabricación de las jarras Mambrús, y las figuras de macacos sentados, osos, perros, patos, palomas etc con los que se fabricaban también palilleros y salseras. Otras obras eran pequeñas pilas para el agua bendita, tinteros o centros de mesa. Se fabricaron además objetos que dejaron de tener utilidad con el paso de más de un siglo, como los aguamaniles, escupideras, orinales y pediluvios.
La empresa volvió a la dirección de la familia Ibáñez en 1862, a partir de entonces sufrió una decadencia hasta llegar a su cierre definitivo en 1875.

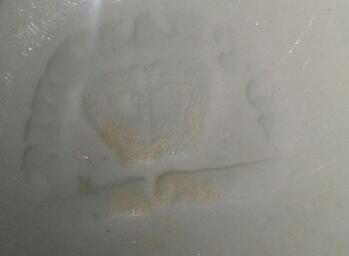
File:Sello o Marca de porcelana de Sargadelos. S XIX.jpg

## Cuarta época 1870-1875
En 1862 terminó el contrato con Luis de la Riba, después de lo cual transcurrieron unos años sin actividad. En 1870 volvió a abrir la fábrica Carlos Ibáñez Varela, ingeniero de minas y nieto del fundador, pero a los cinco años se cerró definitivamente y sus instalaciones fueron desmanteladas hasta tal punto que no dejaron rastro.
Durante estos cinco años las piezas salieron con los mismos dibujos y estampaciones aunque desapareció la china opaca y resurgieron las vajillas de la primera época, blancas y fileteadas de azul y verde.
Las marcas
Toda la loza de Sargadelos salía con su marca correspondiente, incisa en la primera y segunda época y grabada en la tercera y cuarta. Junto a las marcas se podían ver las iniciales de los artistas y a veces unos números que se relacionaban con el tamaño de las piezas. Sargadelos llegó a utilizar alrededor de veinticinco marcas.

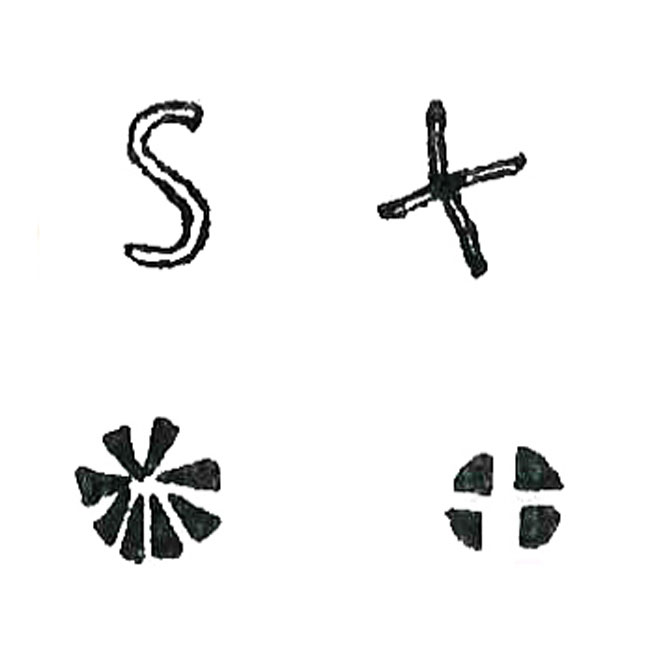
Marcas empleadas durante la primera y segunda época.
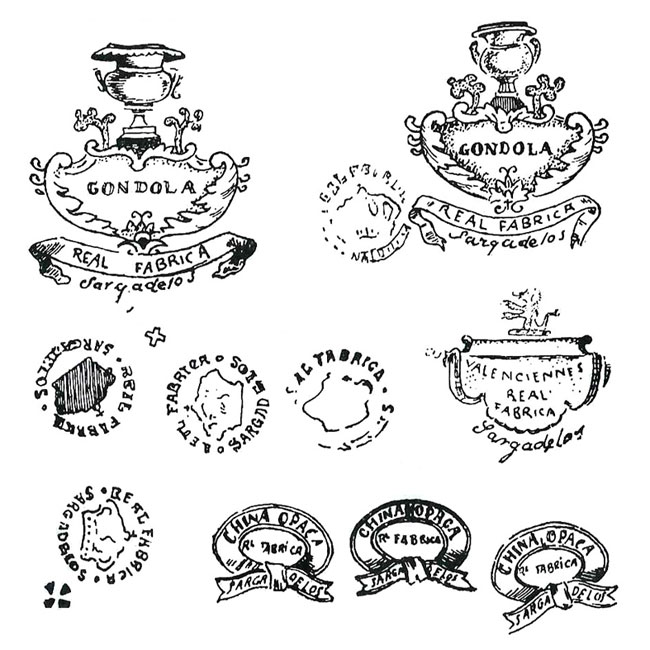
Marcas empleadas durante la tercera época.
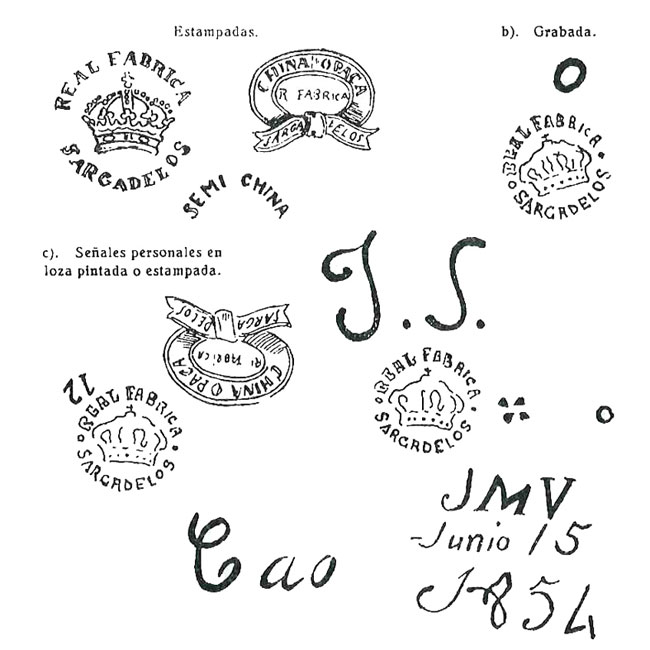
Marcas empleadas durante la cuarta época.

## SiglosXXyXXI
Antecedentes
En 1949 el ceramista Isaac Díaz Pardo creó una fábrica en El Castro, —O Castro de Samoedo—, un lugar de la parroquia de Osedo, en el municipio de Sada. La fábrica se llamó Cerámicas do Castro y comenzó con una serie limitada de obras de destacados artistas. Sus vajillas tuvieron una gran demanda, no solo en Galicia sino en el resto del país, creciendo así la producción y el número de trabajadores.
En pleno apogeo de producción, en 1955 Díaz Pardo hizo un viaje a Argentina donde se encontraba un grupo de artistas e intelectuales españoles exiliados: Luis Seoane, Andrés Albalat (arquitecto) y Fernando Arranz entre otros. Juntos crearon el Laboratorio de Formas, una iniciativa encaminada a recuperar y estudiar las formas cerámicas de tiempos pasados y las que perduraban todavía en aquellos años. Como consecuencia de estos estudios y proyectos, fundaron una fábrica de porcelana en la ciudad de Magdalena, ubicada al este de la provincia de Buenos Aires, a unos 100 km de la capital. La fábrica se llamó La Magdalena. Fue un proyecto muy moderno, con una ordenación de trabajo circular pues los obreros cambiaban de cometido aprendiendo todas las fases del proceso de fabricación, e incluso tomaban parte en los diseños. Cerró sus puertas y actividad en 1980.
Sargadelos
La continuación y puesta en marcha de la idea del Laboratorio de Formas se manifestó en la recuperación de la antigua fábrica de Sargadelos cuya planta circular se inauguró en 1970. Este edificio se levantó fuera de los restos del antiguo complejo industrial de fundición con el interés de conservar las ruinas para las que se obtuvo en 1972 el nombramiento de conjunto Histórico Artístico, lo que después se llamaría Bien de Interés Cultural.
Comenzó la nueva época fabricando servicios de mesa y piezas de decoración, empleando como colores básicos el azul y el marrón dorado, incorporando el rojo en las piezas muy especiales pues el proceso de este color encarecía el producto. Se dio importancia a las formas clásicas incorporando además nuevas formas vanguardistas salidas del estudio de Laboratorio de Formas y diseñadas por Luis Seoane. Tuvieron especial interés los retratos de personajes célebres de las letras y el arte, tanto en forma escultórica como en jarras Mambrú. La primera de esta serie fue la obra dedicada a Rosalía de Castro seguida por Antonio Machado, León Felipe, Castelao, Unamuno, Valle Inclán y Pérez Galdós y el pintor Picasso. Personajes del Medioevo como el maestro Mateo, el obispo Gelmírez o la popular heroína, María Pita. En 1981 salió la serie fauna gallega, con reproducciones de toda clase de aves y otros animales propios de Galicia, diseñados por Calros Silvar, recién incorporado como diseñador de producto en las Cerámicas del Castro, donde permanecería hasta octubre de 2010.  
Otra serie que tuvo una aceptación popular y de gran éxito fue la de los amuletos, figuras pequeñas para colgar del cuello, cada una con su leyenda particular, inspiradas en las historias de las meigas y la forma de defenderse de sus hechizos. 
Las joyas de Sargadelos, diseñadas por Carmen Arias De Castro "Mimina", fueron también muy apreciadas en su combinación de plata y cerámica; se fabricaron sortijas, pulseras, dijes, collares, pendientes, etc.
En 1988 se instaló un museo donde está expuesto todo el material recuperado de las antiguas fábricas de fundición además de la zona dedicada a la cerámica española y en especial a la cerámica de Sargadelos de cada época.
Dependiendo económicamente de la fábricas de Sargadelos y de Castro se puso en marcha una editorial llamada Ediciós do Castro; un museo de arte contemporáneo situado en Sada, llamado Museo Carlos Maside; un centro de comunicación que recibe el nombre de Instituto Galego de Información; el Seminario de Estudos Galegos. Para la difusión de la cerámica existen las Galerías Sargadelos distribuidas por toda Galicia, Madrid y Barcelona.